# Nikol Fischerová
Nikol Fischerová (* 22. dubna 1977 Třebíč) je česká herečka, zpěvačka a policistka.

## Biografie
Nikol Fischerová se narodila v roce 1977 v Třebíči, ale brzy se s rodinou odstěhovala do Příbrami, kde začala na základní škole navštěvovat dramatický kroužek. Následně vystudovala gymnázium a v roce 2000 vystudovala činoherní herectví na Divadelní fakultě Janáčkovy akademie múzických umění v Brně. Již během studia na JAMU působila v Divadle v 7 a půl a následně i dalších divadlech. Po absolvování JAMU nastoupila do HaDivadla, kde působila jeden rok. Následně odjela na Nový Zéland, kde s otcem své dcery cestovala a pracovala. Po návratu se přestěhovala do Prahy, kde začala pracovat v Českém rozhlase, kde moderoval pořad Monitor na stanici Leonardo. Působila také na stanicích Frekvence 1, Radio City a Blaník. Posléze odešla na volnou nohu a začala se věnovat hudbě. V roce 2017 se stala policistkou v odboru ochrany budov státního významu Policie ČR.